# Bóng chuyền tại Đại hội Thể thao châu Á 1990
Nội dung Bóng chuyền được thi đấu tại Đại hội Thể thao châu Á 1990 ở Bắc Kinh, Trung Quốc.
| Nội dung        | Vàng             | Bạc            | Đồng           |
| --------------- | ---------------- | -------------- | -------------- |
| Bóng chuyền nam | Trung Quốc (CHN) | Hàn Quốc (KOR) | Nhật Bản (JPN) |
| Bóng chuyền nữ  | Trung Quốc (CHN) | Hàn Quốc (KOR) | Nhật Bản (JPN) |